# Марек Швець
Ма́рек Шве́ць (чеськ. Marek Švec; нар. 17 лютого 1973, Гавлічкув-Брод, Край Височина) — чеський борець греко-римського стилю, бронзовий та дворазовий срібний призер чемпіонатів світу, триразовий бронзовий призер чемпіонатів Європи, бронзовий призер Олімпійських ігор.

## Біографія
Боротьбою займається з 1979 року. Виступав за борцівський клуб «Олімп» з Праги.

## Спортивні результати на міжнародних змаганнях

### Виступи на Олімпіадах
| Змагання                    | Збірна | Вагова категорія                 | Місце  |
| --------------------------- | ------ | -------------------------------- | ------ |
| Літні Олімпійські ігри 1996 | Чехія  | греко-римська боротьба, до 90 кг | 8      |
| Літні Олімпійські ігри 2000 | Чехія  | греко-римська боротьба, до 97 кг | 18     |
| Літні Олімпійські ігри 2008 | Чехія  | греко-римська боротьба, до 96 кг | Бронза |

### Виступи на Чемпіонатах світу
| Змагання                        | Збірна | Вагова категорія                  | Місце  |
| ------------------------------- | ------ | --------------------------------- | ------ |
| Чемпіонат світу з боротьби 1994 | Чехія  | греко-римська боротьба, до 90 кг  | 20     |
| Чемпіонат світу з боротьби 1995 | Чехія  | греко-римська боротьба, до 90 кг  | 20     |
| Чемпіонат світу з боротьби 1997 | Чехія  | греко-римська боротьба, до 97 кг  | 21     |
| Чемпіонат світу з боротьби 1998 | Чехія  | греко-римська боротьба, до 97 кг  | Срібло |
| Чемпіонат світу з боротьби 1999 | Чехія  | греко-римська боротьба, до 97 кг  | 8      |
| Чемпіонат світу з боротьби 2001 | Чехія  | греко-римська боротьба, до 97 кг  | 5      |
| Чемпіонат світу з боротьби 2002 | Чехія  | греко-римська боротьба, до 96 кг  | 7      |
| Чемпіонат світу з боротьби 2003 | Чехія  | греко-римська боротьба, до 96 кг  | 21     |
| Чемпіонат світу з боротьби 2005 | Чехія  | греко-римська боротьба, до 96 кг  | 10     |
| Чемпіонат світу з боротьби 2006 | Чехія  | греко-римська боротьба, до 96 кг  | Срібло |
| Чемпіонат світу з боротьби 2007 | Чехія  | греко-римська боротьба, до 96 кг  | Бронза |
| Чемпіонат світу з боротьби 2009 | Чехія  | греко-римська боротьба, до 120 кг | 10     |
| Чемпіонат світу з боротьби 2010 | Чехія  | греко-римська боротьба, до 120 кг | 5      |
| Чемпіонат світу з боротьби 2011 | Чехія  | греко-римська боротьба, до 120 кг | 32     |

### Виступи на Чемпіонатах Європи
| Змагання                         | Збірна | Вагова категорія                  | Місце  |
| -------------------------------- | ------ | --------------------------------- | ------ |
| Чемпіонат Європи з боротьби 1994 | Чехія  | греко-римська боротьба, до 90 кг  | 14     |
| Чемпіонат Європи з боротьби 1995 | Чехія  | греко-римська боротьба, до 90 кг  | 10     |
| Чемпіонат Європи з боротьби 1996 | Чехія  | греко-римська боротьба, до 90 кг  | 7      |
| Чемпіонат Європи з боротьби 1997 | Чехія  | греко-римська боротьба, до 97 кг  | 8      |
| Чемпіонат Європи з боротьби 1999 | Чехія  | греко-римська боротьба, до 97 кг  | 20     |
| Чемпіонат Європи з боротьби 2001 | Чехія  | греко-римська боротьба, до 97 кг  | 8      |
| Чемпіонат Європи з боротьби 2002 | Чехія  | греко-римська боротьба, до 96 кг  | 7      |
| Чемпіонат Європи з боротьби 2003 | Чехія  | греко-римська боротьба, до 96 кг  | 12     |
| Чемпіонат Європи з боротьби 2004 | Чехія  | греко-римська боротьба, до 96 кг  | Бронза |
| Чемпіонат Європи з боротьби 2005 | Чехія  | греко-римська боротьба, до 96 кг  | 5      |
| Чемпіонат Європи з боротьби 2006 | Чехія  | греко-римська боротьба, до 96 кг  | Бронза |
| Чемпіонат Європи з боротьби 2007 | Чехія  | греко-римська боротьба, до 96 кг  | 9      |
| Чемпіонат Європи з боротьби 2008 | Чехія  | греко-римська боротьба, до 96 кг  | 11     |
| Чемпіонат Європи з боротьби 2009 | Чехія  | греко-римська боротьба, до 96 кг  | Бронза |
| Чемпіонат Європи з боротьби 2010 | Чехія  | греко-римська боротьба, до 120 кг | 13     |
| Чемпіонат Європи з боротьби 2011 | Чехія  | греко-римська боротьба, до 120 кг | 16     |
| Чемпіонат Європи з боротьби 2012 | Чехія  | греко-римська боротьба, до 120 кг | 15     |

### Виступи на інших змаганнях
| Змагання                                                        | Збірна | Вагова категорія                  | Місце  |
| --------------------------------------------------------------- | ------ | --------------------------------- | ------ |
| Гран-прі Німеччини з боротьби 1994                              | Чехія  | греко-римська боротьба, до 90 кг  | 6      |
| Гран-прі Німеччини з боротьби 1995                              | Чехія  | греко-римська боротьба, до 90 кг  | 4      |
| Кубок Вантаа з боротьби 1997                                    | Чехія  | греко-римська боротьба, до 97 кг  | Срібло |
| Гран-прі Німеччини з боротьби 1998                              | Чехія  | греко-римська боротьба, до 97 кг  | Бронза |
| Чемпіонат світу з боротьби серед студентів 2000                 | Чехія  | греко-римська боротьба, до 97 кг  | Золото |
| Олімпійський кваліфікаційний турнір з боротьби 2004 (Новий Сад) | Чехія  | греко-римська боротьба, до 96 кг  | 18     |
| Олімпійський кваліфікаційний турнір з боротьби 2004 (Ташкент)   | Чехія  | греко-римська боротьба, до 96 кг  | 5      |
| Кубок Владислава Питласинські 2011                              | Чехія  | греко-римська боротьба, до 120 кг | 13     |

### Виступи на змаганнях молодших вікових груп
| Змагання                                 | Збірна | Вагова категорія                 | Місце |
| ---------------------------------------- | ------ | -------------------------------- | ----- |
| Кубок світу з боротьби серед молоді 1992 | Чехія  | греко-римська боротьба, до 90 кг | 4     |